# بيلي أبركرمبي
بيلي أبركرمبي (بالإنجليزية: Billy Abercromby)‏ هو لاعب كرة قدم بريطاني في مركز الوسط، ولد في 14 سبتمبر 1958 في بيزلي في المملكة المتحدة. لعب مع دونفرملين أثلتيك ونادي بارتيك ثيسل ونادي سانت ميرين ونادي ستيرلينغشير الشرقية ونادي كاودينبيث.